# Крюгер, Феликс
Феликс Крюгер (нем. Felix Krueger; 10 августа 1874, Познань — 25 февраля 1948, Базель) — немецкий психолог, философ; профессор и ректор Лейпцигского университета, глава Института экспериментальной психологии; член Саксонской академии наук и Леопольдины, наиболее известный представитель лейпцигской школы психологии целостности; один из основателей «Боевого союза за немецкую культуру».

## Биография
Феликс Крюгер родился 10 августа 1874 года в Познани в семье фабриканта; он окончил местную гимназию Фридриха-Вильгельма. С 1893 по 1899 год изучал философию, экономику, физику и историю в университетах в Страсбурге, Мюнхене и Берлине; во время учебы, в 1893 году, стал участником музыкального студенческого братства «Sängerschaft Germania Berlin». В 1897 году Крюгер получил степень кандидата философских наук в Мюнхенском университете, защитив в диссертацию на тему моральной философии: «Der Begriff des absolut Wertvollen als Grundbegriff der Moralphilosophie». С 1901 по 1902 год он являлся ассистентом в Кильском физиологическом институте, а с 1902 по 1906 — ассистентом Вильгельма Вундта в Лейпциге. В 1903 году в Лейпцигском университете Крюгер стал доктором философских наук за диссертацию о психологии музыки; его работа стала широко известна в научных кругах.
С 1903 по 1906 год Феликс Крюгер являлся приват-доцентом по философии на факультете искусств Лейпцигского университета, с 1906 по 1908 — профессором университета Буэнос-Айреса. Находясь в Южной Америке он много путешествовал по континенту. В 1909—1910 годах являлся профессором философии в Лейпциге, а в 1910—1917 — в университете Галле. В 1912/1913 учебном году в течение одного семестра он преподавал в Нью-Йорке — в Колумбийском университете. С августа 1914 по 1917 год служил лейтенантом в 75-м прусской полевой артиллерийской полке, участвуя в боевых действиях при Вердене, в Галиции и в Румынии.
В 1917 году Крюгер сменил Вундта в Институте экспериментальной психологии Лейпцига; был деканом филолого-исторического факультета в 1925/1926 учебном году. В 1928 году он был удостоен звания почетного доктора наук от Технологического университета Дрездена. Состоял членом Саксонской академии наук и председателем Немецкого философского общества (с 1927); был одним из основателей «Боевого союза за немецкую культуру» Альфреда Розенберга. В 1932 году был избран членом Леопольдины, а с 1934 по 1936 год занимал пост президента Немецкого общества психологии (DGPs).
11 ноября 1933 года Крюгер был среди более 900 ученых и преподавателей немецких университетов и вузов, подписавших «Заявление профессоров о поддержке Адольфа Гитлера и национал-социалистического государства». C апреля 1935 по 1936 год являлся ректором Лейпцигского университета; в 1937 году был классифицирован нацистскими властями — из-за своего, предположительно, еврейского прародителя — как «полукровка». В 1938 году преждевременно вышел на пенсию — официально, по собственному желанию и в связи с проблемами со здоровьем. Переехал в Потсдам, а с весны 1945 года проживал в Швейцарии; скончался в Базеле 25 февраля 1948 года.

## Работы
- Der Begriff des absolut Wertvollen als Grundbegriff der Moralphilosophie. Teubner, Leipzig 1898, (veröff. Dissertation, Phil. Diss. München).
- Differenztöne und Konsonanz. In: Archiv für die gesamte Psychologie. 1903, Band 1, S. 207—275 und 1904, Band 2, S. 1-80.
- Beziehungen der experimentellen Phonetik zur Psychologie. Barth, Leipzig 1907, Sonderdruck aus: Bericht über den 2. Kongreß für experimentelle Psychologie in Würzburg 1906, S. 58-122.
- Über Entwicklungspsychologie, ihre sachliche und geschichtliche Notwendigkeit. In: Arbeiten zur Entwicklungspsychologie, Band 1, Heft 1. Engelmann, Leipzig 1915.
- Der Strukturbegriff in der Psychologie. Fischer, Jena 1924, Sonderdruck aus: Bericht über den 8. Kongreß für experimentelle Psychologie in Leipzig 1923.
- Leibesübungen und deutscher Geist. In: Festschrift zur Einweihung der Turn-, Spiel- und Sportplatzanlage der Universität Leipzig, 6./7. Juni 1925, S. 5-7.
- Zur Einführung. Über psychische Ganzheit. In: Neue Psychologische Studien (Felix Krueger, Hrsg.: Komplexqualitäten, Gestalten und Gefühle), Band 1, Heft 1, Beck, München 1926, S. 5-121.
- Das Wesen der Gefühle. Entwurf einer systematischen Theorie. Akademische Verlagsgesellschaft, Leipzig 1928, Sonderdruck aus: Archiv für die gesamte Psychologie, 65. Band, 1928.
- Eugen Heuss (Hrsg.): Felix Krueger. Zur Philosophie und Psychologie der Ganzheit. Schriften aus den Jahren 1918—1940. Springer-Verlag, Berlin u. a. 1953.